# Lukas Tulovic
Lukas Tulovic (Eberbach, Baden-Wurtemberg, Alemania; 15 de junio de 2000) es un piloto de motociclismo alemán que participa en el Campeonato del Mundo de MotoE con el equipo Dynavolt Intact GP MotoE.

## Biografía
Lukas Tulovic debutó en el mundial como reemplazo de Dominique Aegerter en los grandes premios de España y Francia corriendo con el Kiefer Racing, finalizando 20.º en España y 23.º en Francia. También corrió el Gran Premio de la Comunidad Valenciana reemplazando a Stefano Manzi en el Forward Racing Team, terminando el gran premio en 20.º posición. Para 2019 el Kiefer Racing confirmó a Tulovic como el piloto que disputará con ellos la Temporada 2019 del Campeonato del Mundo de Moto2.

## Resultados

### FIM CEV Moto2 European Championship

#### Por temporada
| Temp. | Moto  | Equipo                            | Carreras | Victorias | Podios | Poles | V.Ráp. | Pts. | Pos. |
| ----- | ----- | --------------------------------- | -------- | --------- | ------ | ----- | ------ | ---- | ---- |
| 2015  | FTR   | Fritze Tuning                     | 2        | 0         | 0      | 0     | 0      | 0    | NC   |
| 2016  | FTR   | Fritze Tuning                     | 11       | 0         | 0      | 0     | 0      | 10   | 23.º |
| 2016  | Kalex | Team Ciatti                       | 11       | 0         | 0      | 0     | 0      | 10   | 23.º |
| 2017  | Kalex | Forward Junior Team               | 11       | 0         | 0      | 1     | 0      | 57   | 9.º  |
| 2018  | Tech3 | Team Wimu CNS                     | 10       | 0         | 2      | 0     | 1      | 80   | 8.º  |
| 2020  | Kalex | Kiefer Racing                     | 8        | 0         | 1      | 0     | 0      | 46   | 14.º |
| 2021  | Kalex | Liqui Moly Intact SIC Junior Team | 11       | 0         | 6      | 1     | 1      | 135  | 3.º  |
| 2022  | Kalex | Liqui Moly Intact JuniorGP Team   | 11       | 7         | 11     | 6     | 7      | 255  | 1.º  |
| Total |       |                                   | 64       | 7         | 20     | 8     | 9      | 583  |      |

- * Temporada en curso.

#### Carreras por año
(Carreras en negrita indica pole position, carreras en cursiva indica vuelta rápida)
| Temp. | 1       | 2       | 3       | 4      | 5       | 6       | 7       | 8      | 9       | 10      | 11      | 12    | Pos. | Pts. |
| ----- | ------- | ------- | ------- | ------ | ------- | ------- | ------- | ------ | ------- | ------- | ------- | ----- | ---- | ---- |
| 2015  | ALG     | ALG     | CAT     | ARA    | ARA     | ALB     | NAV     | NAV    | JER Ret | VAL Ret | VAL DNS |       | NC   | 0    |
| 2016  | VAL 17  | VAL Ret | ARA 19  | ARA 21 | CAT 17  | CAT Ret | ALB 24  | ALG 22 | ALG 19  | JER 13  | VAL 9   |       | 23.º | 10   |
| 2017  | ALB 11  | CAT Ret | CAT 9   | VAL 5  | VAL Ret | EST 4   | EST 12  | JER 5  | ARA 10  | ARA Ret | VAL Ret |       | 9.º  | 57   |
| 2018  | EST Ret | EST 3   | VAL Ret | CAT 5  | CAT 3   | ARA 4   | ARA Ret | JER 5  | ALB 4   | ALB Ret | VAL     |       | 8.º  | 80   |
| 2020  | EST 3   | EST Ret | ALG Ret | ALG 9  | JER 6   | JER 7   | ARA     | ARA    | ARA     | VAL Ret | VAL 12  |       | 14.º | 46   |
| 2021  | EST Ret | EST 3   | VAL 4   | CAT 3  | CAT 3   | ALG 17  | ALG 4   | ARA 4  | ARA C   | JER 3   | JER 3   | VAL 3 | 3.º  | 135  |
| 2022  | EST 1   | EST 1   | VAL 1   | CAT 2  | CAT 2   | JER 2   | ALG 2   | ALG 1  | ARA 1   | ARA 1   | VAL 1   |       | 1.º  | 255  |

- * Temporada en curso.

### Campeonato del mundo de motociclismo

#### Por temporada
| Temp. | Cat.  | Moto     | Equipo                         | N.º | Carreras | Victorias | Podios | Poles | V.Rap | Pts. | Pos.  |
| ----- | ----- | -------- | ------------------------------ | --- | -------- | --------- | ------ | ----- | ----- | ---- | ----- |
| 2018  | Moto2 | KTM      | Kiefer Racing                  | 3   | 3        | 0         | 0      | 0     | 0     | 0    | NC    |
| 2018  | Moto2 | Suter    | Forward Racing Team            | 3   | 3        | 0         | 0      | 0     | 0     | 0    | NC    |
| 2019  | Moto2 | KTM      | Kiefer Racing                  | 3   | 19       | 0         | 0      | 0     | 0     | 3    | 29.º  |
| 2020  | MotoE | Energica | Tech3 E-Racing                 | 35  | 7        | 0         | 0      | 0     | 0     | 39   | 11.º  |
| 2021  | MotoE | Energica | Tech3 E-Racing                 | 35  | 7        | 1         | 1      | 0     | 0     | 62   | 8.º   |
| 2022  | MotoE | Energica | WithU GRT RNF MotoE Team       | 3   | 2        | 0         | 0      | 0     | 0     | 10   | 19.º  |
| 2023  | Moto2 | Kalex    | Liqui Moly Husqvarna Intact GP | 3   | 16       | 0         | 0      | 0     | 0     | 12   | 24.º  |
| 2024  | MotoE | Ducati   | Dynavolt Intact GP MotoE       | 3   | 8        | 0         | 0      | 0     | 0     | 48*  | 12.º* |
| Total |       |          |                                |     | 62       | 1         | 1      | 0     | 0     | 174  |       |

- * Temporada en curso.

#### Carreras por año
(Carreras en negrita indica pole position, carreras en cursiva indica vuelta rápida)
| Año  | Clase | Moto     | 1       | 2      | 3       | 4       | 5       | 6       | 7       | 8       | 9      | 10      | 11     | 12      | 13      | 14      | 15      | 16      | 17     | 18     | 19      | 20      | Pos.  | Pts. |
| ---- | ----- | -------- | ------- | ------ | ------- | ------- | ------- | ------- | ------- | ------- | ------ | ------- | ------ | ------- | ------- | ------- | ------- | ------- | ------ | ------ | ------- | ------- | ----- | ---- |
| 2018 | Moto2 | KTM      | QAT     | ARG    | AME     | SPA 20  | FRA 23  | ITA     | CAT     | NED     | GER    | CZE     | AUT    | GBR     | RSM     | ARA     | THA     | JPN     | AUS    | MAL    |         |         | NC    | 0    |
| 2018 | Moto2 | Suter    |         |        |         |         |         |         |         |         |        |         |        |         |         |         |         |         |        |        | VAL 20  |         | NC    | 0    |
| 2019 | Moto2 | KTM      | QAT 21  | ARG 18 | AME 19  | SPA 19  | FRA 16  | ITA 20  | CAT 24  | NED 13  | GER 24 | CZE Ret | AUT 27 | GBR 26  | RSM 22  | ARA 25  | THA Ret | JPN Ret | AUS 24 | MAL 22 | VAL Ret |         | 29.º  | 3    |
| 2020 | MotoE | Energica | SPA 4   | AND 6  | RSM 12  | ERM Ret | ERM 15  | FRA 10  | FRA 11  |         |        |         |        |         |         |         |         |         |        |        |         |         | 11.º  | 39   |
| 2021 | MotoE | Energica | SPA Ret | FRA 7  | CAT 8   | NED 5   | AUT 1   | RSM 8   | RSM 15  |         |        |         |        |         |         |         |         |         |        |        |         |         | 8.º   | 62   |
| 2022 | MotoE | Energica | SPA 10  | SPA 12 | FRA     | FRA     | ITA     | ITA     | NED     | NED     | FIN    | FIN     | AUT    | AUT     | RSM     | RSM     |         |         |        |        |         |         | 19.º  | 10   |
| 2023 | Moto2 | Kalex    | POR DNS | ARG    | AME Ret | SPA 15  | FRA 11  | ITA Ret | GER Ret | NED 16  | GBR 16 | AUT 10  | CAT 20 | RSM Ret | IND DNS | JPN DNS | INA 22  | AUS 20  | THA 23 | MAL 24 | QAT Ret | VAL Ret | 24.º  | 12   |
| 2024 | MotoE | Ducati   | POR 4   | POR 6  | FRA 11  | FRA 6   | CAT Ret | CAT 6   | ITA Ret | ITA Ret | NED    | NED     | GER    | GER     | AUT     | AUT     | RSM     | RSM     |        |        |         |         | 12.º* | 48*  |

- * Temporada en curso.